# Marquesado de Casa López
El marquesado de Casa López es un título nobiliario pontificio creado por el papa León XIII el 8 de mayo de 1896 a favor de  Andrea de Andrés y Sánchez, casada con  Matías López López, senador del Reino. 
El actual titular ha obtenido la preceptiva autorización de S.M. el Rey para usar legalmente en España este título.

## Marqueses de Casa López
|                        | Titular                                | Periodo                |
| Creación por León XIII | Creación por León XIII                 | Creación por León XIII |
| ---------------------- | -------------------------------------- | ---------------------- |
| I                      | Andrea de Andrés y Sánchez             | 1896-1910              |
| II                     | María de la Asunción López y de Andrés | 1910-1928              |
| III                    | Manuel de Cendra y López               | 1928-1958              |
| IV                     | Andrés de Cendra y Frígola             | 1958-1996              |
| V                      | Manuel de Cendra y Aparicio            | actual titular         |